# Biserica romano-catolică „Nașterea Sf. Ioan Botezătorul” din Motru
Biserica „Nașterea Sf. Ioan Botezătorul” este un lăcaș de cult romano-catolic care se află la Motru pe aleea Teilor nr. 43.

## Istoria
În 1990 s-a construit o capelă pentru a administra sfintele taine membrilor familiilor catolice din Motru. Apoi în 1991 s-a început clădirea actuală biserică, care s-a sfințit în 2002.
În actul de numire ca paroh începând cu 1 aprilie 1992 a părintelui Francisc Petruț, acesta este sfătuit părintește să se dovedească un păstor plin de iubire și de grijă față de toți enoriașii acestei parohii, dar și să-și dea tot interesul pentru bunul mers al lucrărilor pentru că biserica se afla în construcție.

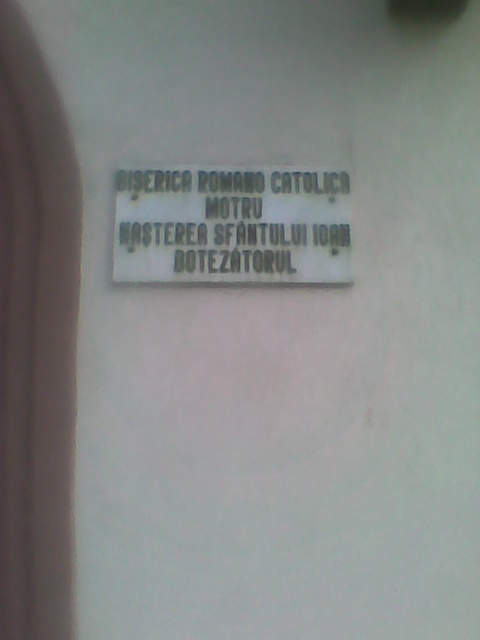
Biserica Romano-Catolică „Nașterea Sf. Ioan Botezătorul” din Motru, placa din fațadă

Deja la data de 28 august 1990, părintele Iacob Gherghelucă care era paroh la Drobeta Turnu Severin, înainta către Primăria orașului Motru o cerere prin care solicita eliberarea autorizației de construcție, autorizație pe care o va obține peste două zile, adică pe data de 30 august 1990.
Lucrările efective au început în anul 1991, biserica fiind realizată după proiectul arhitectului Rudlf (Radu) Doșianu.

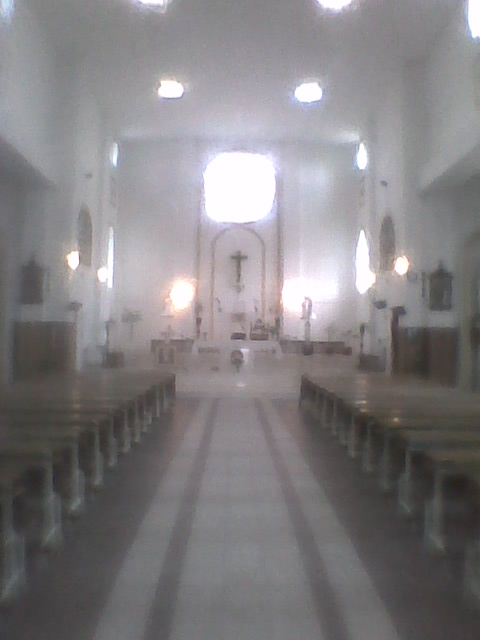
Biserica Romano-Catolică „Nașterea Sf. Ioan Botezătorul” din Motru, interior

Fondurile pentru realizarea bisericii au venit în cea mai mare parte din străinătate prin intermediul Arhiepiscopiei, în special prin preocuparea Arhiepiscopului Ioan Robu. După spusele părintelui Francisc Petruț, dacă nu ar fi fost arhiepiscopul care să se implice, rămâneam doar cu temelia bisericii.
Biserica a fost sfințită pe data de 25 octombrie 1997, de către IPS Ioan Robu, la celebrare participând un număr de aproximativ 15 preoți și o mare mulțime de credincioși.
În cartea Catolicii din Turnu Severin, părintele Bortoș Eugen amintește  despre preocuparea pe care a avut-o și față de credincioșii din Motru: „Fiind paroh la Turnu Severin, am avut bucuria și mulțumirea de-a iniția pastorația într-un oraș muncitoresc unde în prezent este o biserică catolică, o casă parohială și o grădiniță. Este vorba despre orașul minier Motru, unde nu exista nici un fel de biserică.
Odată a venit la mine la parohie un tânăr tată de origine cehă, cu numele Petino, rugându-mă să vin la Motru ca să-i botez un copil. Am mers și am celebrat botezul în apartamentul personal. După vreo doi ani a venit din nou și m-a anunțat că mă roagă să vin să-i botez tot la Motru al doilea copil. Am mers și de această dată. Stând de vorbă cu ei și cu oaspeții lor, m-au rugat să vin la începutul anului să le binecuvântez și locuințele. Credincioșii mei cehi din Turnu Severin erau mineri, aveau case în Turnu Severin dar aveau și locuințe de serviciu, apartamente în Motru. Pentru că în acest oraș minier se găseau mai ușor alimente, ei neplătind nici chirie, nici întreținere, nici curent, nici căldură, soțiile lor locuiau iarna la Motru. Mai era acolo o familie a unui bun și cunoscut tehnician stomatolog, Silaghi, care provenea din Turnu Severin. Și așa am început să-i vizitez pe cei cunoscuți care mi-au dat și alte adrese ale catolicilor știuți de ei și în câțiva ani am reușit să am în evidență cam 35 de familii catolice în Motru, cei mai mulți fiind mineri de origine cehă.

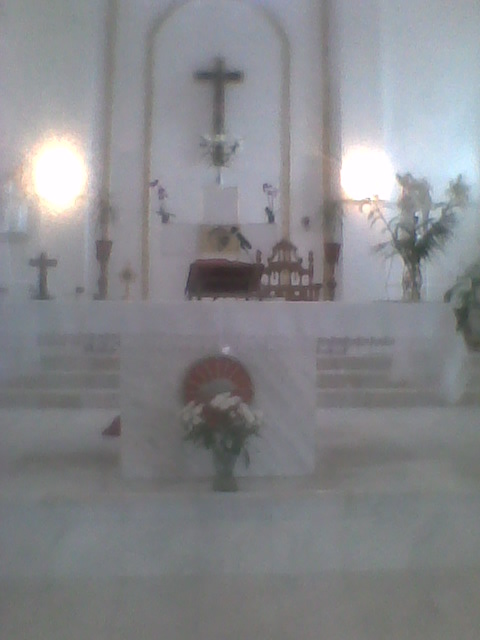
Biserica Romano-Catolică „Nașterea Sf. Ioan Botezătorul” din Motru, prezbiteriul

Când în anul 1984 am plecat de la Turnu Severin am lăsat un carnețel cu adresele catolicilor din Motru. Urmașul meu părintele Iacob Gherghelucă în anul 1990 a început să se deplaseze la Motru și să celebreze Sfânta Liturghie credincioșilor mai întâi într-un garaj. A obținut apoi de la autorități un teren la marginea orașului pe care a construit o frumoasă biserică după planurile domnului arhitect Doșianu.”
Hramul parohiei este sărbătorit în ziua de 24 iunie.

## Parohia

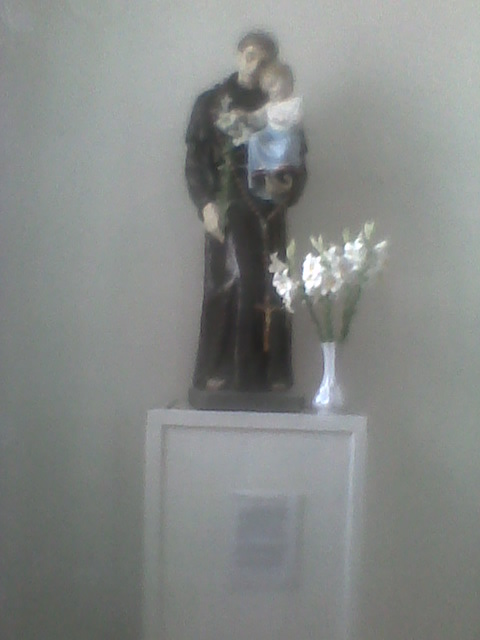
Biserica Romano-Catolică „Nașterea Sf. Ioan Botezătorul” din Motru, statuia Sf. Anton de Padova

Parohia teritorială „Nașterea Sfântului Ioan Botezătorul” a fost înființată în data de 1 aprilie 1992. În decretul semnat de Arhiepiscopul Mitropolit Ioan Robu se poate citi: „cunoscând credința și atașamentul față de Sfânta Biserică ale credincioșilor din localitatea Motru, cu multe familii catolice, în mare parte tinere cu copii, care pentru a-și îndeplini datoriile creștinești în duminici și sărbători și pentru primirea sfintelor sacramente, cu mari jertfe, trebuiau să se deplaseze până la Drobeta Turnu Severin sau Târgu Jiu, după matură gândire și rugăciune, am hotărât să înființăm Parohia Romano-Catolică Motru”.
Până la anul 1992 parohia a fost deservită de preoții de la Turnu Severin. Primul paroh a fost pr. Francisc Petruț (1992-2013) și în actualitate este pr. Iosif Balint.
Parohia are ca filiale Mătăsari.
Au lăsat o urmă adâncă surorile irlandeze din Congregația Fiicelor a carități care au lucrat timp de 2 decenii în Motru, învățând pe copii limba engleză și ajutând cu devotament pe nevoiași. Au lăsat primăriei grădinița, școala și cantina pe care au construit-o când au stat în oraș.

## Viața liturgică și activitățile parohiale
Viața liturgică a parohiei „Nașterea Sf. Ioan Botezătorul” este una obișnuită a Bisericii Romano-Catolice.

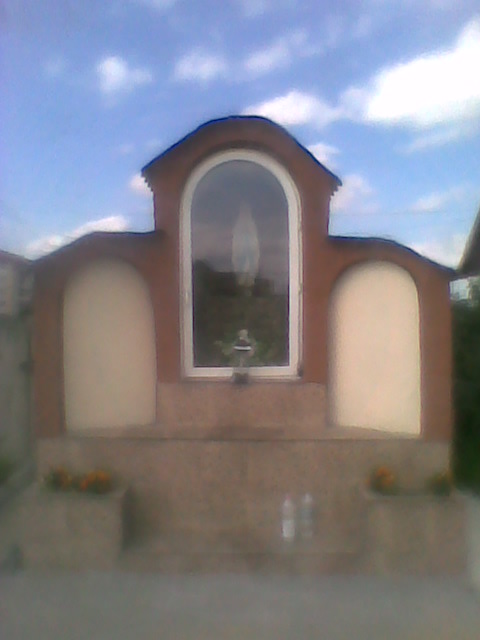
Biserica Romano-Catolică „Nașterea Sf. Ioan Botezătorul” din Motru, grota Maicii Domnului

Se celebrează zilnic Sfânta Liturghie și credincioșii vin mai ales duminica și în sărbătorile de poruncă, în mod special de Crăciun și de Paște. Apoi sunt celebrate sacramentele, atât cele ale inițierii creștine (Botezul, Mirul și Euharistia, cât și cele de vindecare (Spovedania și Ungerea Bolnavilor sau Maslul).
Copiii care sunt pregătiți la cateheză primesc Prima Sfânta Împărtășanie. Sacramentul Mirului este administrat de către Episcop, tuturor adolescenților și adulților care au aprofundat în credință. 
În fiecare zi este rugăciunea Rozariului.
De obicei, la începutul anului preotul binecuvântează casele credincioșilor.
În timpul Postului Mare, în mod special miercurea și vinerea, se practică rugăciunea Calea Sfintei Cruci. 
Marțea credincioșii se adresează Sfântului Anton de Padova participând la Sfânta Liturghie, rugându-se lui Dumnezeu pentru binecuvântare și ajutor. La sfârșitul Liturghiei se venerează relicva cu moaștele sale.